# Jesús Lázaro
Jesús Lázaro Corral (Cordova, 21 dicembre 1971) è un ex cestista e allenatore di pallacanestro spagnolo.

## Palmarès

### Giocatore
- Campionato spagnolo: 2

Manresa: 1997-98
Málaga: 2005-06
- Copa del Rey: 2

Manresa: 1996
Málaga: 2005
- Liga catalana: 1

Manresa: 1997